# Lettuce
I Lettuce sono un gruppo musicale funk rock statunitense formatosi a Boston nel 1992. I suoi membri attuali sono il chitarrista Adam "Shmeeans" Smirnoff, Nigel Hall (tastiere, organo Hammond B-3, pianoforte, voce), Adam Deitch (batteria/percussioni), Erick "Jesus" Coomes (basso), Ryan Zoidis (sassofono) e Eric "Benny" Bloom (tromba).

## Storia
Lettuce è iniziato nell'estate del 1992, quando tutti i suoi membri hanno frequentato un programma musicale al Berklee College of Music di Boston, MA da adolescenti. Riuniti dall'influenza di varie band funk tra cui Mother's Finest e Tower of Power, la band suonò per tutta l'estate prima di separarsi.
I primi cambiamenti nella band si ebbero quando il tastierista Michael Butler lasciò la band, e fu sostituito da Jeff Bhasker. 
Nel 2008, i Lettuce hanno pubblicato il loro secondo album, intitolato Rage!. Attingendo pesantemente da molti dei leader del movimento funk degli anni 1970, Rage! contiene cover di "Move on Up" di Curtis Mayfield e "Express Yourself" di Charles Wright.
Nel 2011, i Lettuce hanno suonato nel tour del Royal Family Ball, e accompagnati in alcuni concerti dalla Dave Matthews Band. Durante questo tour, hanno iniziato a suonare nuove canzoni che sarebbero state presenti nel prossimo album della band Fly! nel 2012.

## Altre attività dei membri della band
Coomes è un  apprezzato turnista ed  ha suonato per Britney Spears e The Game. Deitch è un produttore che suona anche con i Break Science e ha lavorato con John Scofield e Wyclef Jean. Smirnoff ha suonato in alcuni dischi di Lady Gaga. Oltre a suonare con Lettuce, Ross è membro ufficiale della Dave Matthews Band.

## Formazione

### Formazione attuale
- Erick Coomes - basso (1992-presente)
- Adam Deitch - batteria, percussioni (1992-presente)
- Adam Smirnoff - chitarra (1992-presente)
- Ryan Zoidis – sax alto, sassofono baritono, sassofono tenore (1992-presente)
- Eric "Benny" Bloom – tromba (2011–presente)
- Nigel Hall – voce, tastiera  (2006–presente)

### Ex componenti
- Jeff Bhasker - tastiera (1994-2002)
- Rashawn Ross - tromba (2003-2011)
- Sam Kininger – sassofono contralto, sassofono tenore (1992–2010)
- Neal Evans – organo Hammond B-3, Clavinet, pianoforte (2002–2017)
- Eric Krasno - chitarra (1992-2015)

## Discografia
- 2002 - Outta Here
- 2008 - Rage
- 2012 - Fly
- 2015 - Crush
- 2016 - Mount Crushmore
- 2019 - Elevate
- 2020 - Resonate
- 2022 - Unify